# Prevc
Prevc je priimek več znanih Slovencev:
- Andrej Prevc, igralec
- Božidar (Dare) Prevc, podjetnik, športni sodnik
- Cene Prevc (* 1996), smučarski skakalec
- Domen Prevc (* 1999), smučarski skakalec
- Mihael Prevc (* 1957), geograf in politik
- Nika Prevc (* 2005), smučarska skakalka
- Peter Prevc (* 1992), smučarski skakalec